# Iryna Wikyrtschak

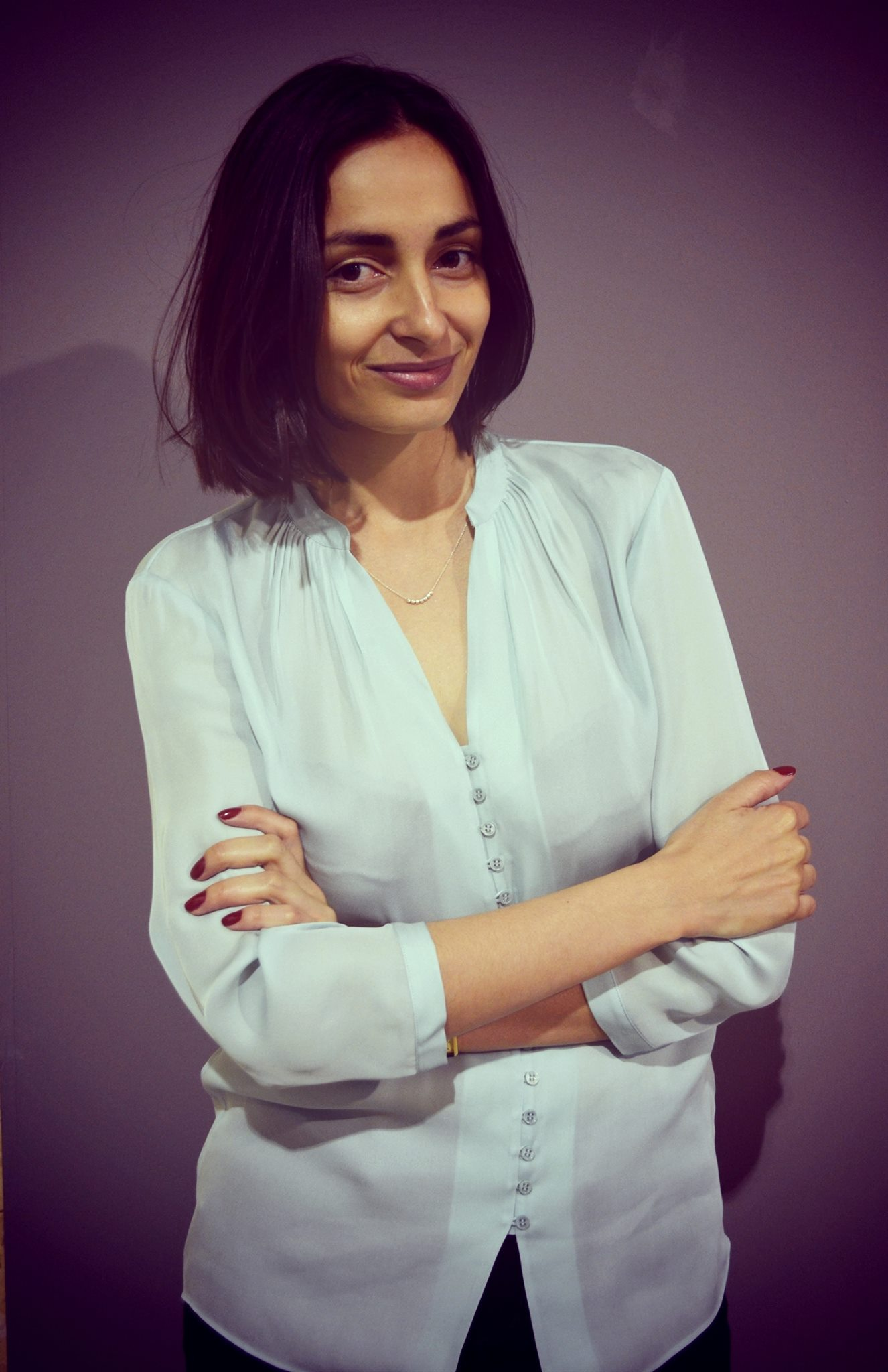
Iryna Wikyrtschak

Iryna Wikyrtschak (ukrainisch Ірина Вікирчак; Transliteration Iryna Vikyrčak; * 17. Mai 1988 in Salischtschyky, Oblast Ternopil) ist eine ukrainische Schriftstellerin, Dichterin, Übersetzerin und Kulturmanagerin.

## Biographie
Iryna Wikyrtschak ist die Tochter einer Physikerin und eines Biologen. Nach einem Fremdsprachenstudium an der Nationalen Jurij-Fedkowytsch-Universität Czernowitz begann sie zu schreiben und wirkte von 2011 bis 2013 als Kuratorin des Poesiefestivals Meridian Czernowitz und gehörte mit Milena Findeis zu den Mitentwicklern der Programme „Zeitzug“ als eines wandernden Literaturfestes von Czernowitz über Prag nach Wien (2011) und der „Poetischen Tournee“ von Kiew über Czernowitz, Lwiw und Berlin bis nach Bremen (2013). Hierbei wurde sie unter anderem vom Goethe-Institut in Kiew gefördert. 2014 begann sie gemeinsam mit der amerikanischen Schriftstellerin Cora Schwartz den nichtkommerziellen Verlag „The Veranda Project“, ein Projekt, das momentan ruht. Außerdem wirkt sie als Entwicklerin, Producerin und Programmdirektorin unter anderem bei den Anfang 2015 ins Leben gerufenen CulTour.ua, welches Reisen für ukrainische Übersetzer und Schriftsteller nach Polen und in die Niederlande organisierte, und bei dem ebenfalls neuen internationalen Short Story Festival „Intermezzo“ der Stadt Winnyzja, das erstmals vom 22. bis 24. Mai 2015 stattfand. Ab dem Juni 2016 war sie Leiterin des Projektes der Europäischen Union „Kreatives Europa“ in der Ukraine in Kiew, wechselte dann nach Lwiw, um dort als Abteilungsleiterin in der Abteilung für Stadtentwicklung des Stadtrates von Lwiw zu arbeiten.
Einige Semester unterrichtete sie Englisch an der Universität von Czernowitz, sie unterrichtete Creative Writing und lebte in Lwiw. 2019 erschien ihre ukrainische Übersetzung von Paula McLains Roman „The Paris Wife“ in Czernowitz. Von Herbst 2019 bis 2021 wirkte sie als Kulturmanagerin der „Olga-Tokarczuk-Stiftung“ in Breslau. Außerdem arbeitete sie beim Literaturhaus Breslau (Wrocławski Dom Literatury), weshalb sie in Breslau lebte. Anschließend zog es sie nach Indien.
Seit November 2019 ist sie Mitglied des ukrainischen P.E.N. Clubs.

## Stipendien und Teilnahmen an Poesiefestivals
- 2004–2005 Stipendium des eurasische Abiturienten fördernden FLEX Programms für künftige Führungskräfte in Minot/North Dakota
- 2008 DAAD-Stipendium in München
- 2014 Gaude Polonia-Stipendium des polnischen Kultusministeriums (Februar bis Juni)
- 2011 Literaturfestival Medellín, Kolumbien
- 2010–2012 Berlin
- 2012 Leipziger Buchmesse
- 2012 Internationales Literaturfestival Leukerbad, Schweiz
- 2012 Tinos, Griechenland
- 2011–2012 Literaturfestival Lwiw
- 2010–2012 Meridian Czernowitz

## Veröffentlichungen
Die Dichterin hat Gedichte in verschiedenen ukrainischen und polnischen Almanachen (z. B. Radar) und Zeitschriften veröffentlicht. Übersetzungen liegen auf Polnisch, Englisch, Deutsch und Spanisch vor. 2021 erschien ihr Gedichtband Algometrija.
- Gespräch mit dem Engel (Розмова з ангелом). Ternopil 2005.

Einige Gedichte finden sich auf Deutsch auf der Internet-Seite „Zeitzug“
- Zeitzug: Czernowitz – Prag – Wien (Потяг часу: Чернівці - Прага - Відень). Czernowitz 2013.
- Okamgnienie. Żona i przyjaciele powtarzają jak mantrę: napisz coś optymistycznego. In: Tygodnik Powszechny 42/2014, S. 71–72 (Interview mit Oleksandr Irwanets).
- Альгометрія. Kiew 2021.
  - Algometrie – Anthropologie – Amnesie. Aus dem Ukrainischen von Jakob Wolosczyk. Hochroth, Leipzig 2024 (zweisprachige Ausgabe). ISBN 978-3-949850-36-3.

## Übersetzung
- Paula McLain, The Paris Wife, ukrainisch Паризька дружина. Knyhy XXI. Czernowitz 2019, ISBN 978-617-614-250-8

## Interview
- Iryna Wikyrtschak, ukrainisches Interview durch die Journalistin Olesja Jaremtschuk von The Ukrainians, online[6]